# Elachocharax mitopterus
Elachocharax mitopterus is een straalvinnige vissensoort uit de familie van de grondzalmen (Crenuchidae). De wetenschappelijke naam van de soort is voor het eerst geldig gepubliceerd in 1986 door Weitzman.